# Bodak Yellow
"Bodak Yellow" (alternativamente intitulado "Bodak Yellow (Money Moves)") é uma música gravada pela rapper americana Cardi B. Foi escrita e gravada por Cardi B e produzido por J. White Did It, e Laquan Green com composições adicionais de Klenord Raphael e Jordan Thorpe. Foi lançado em 16 de junho de 2017 pela Atlantic Records como o primeiro single de seu álbum de estreia Invasion of Privacy (2018). A canção foi influenciada e interpolou o flow da música "No Flockin" do rapper americano Kodak Black. O single liderou a Billboard Hot 100 por três semanas consecutivas, fazendo dela a quinta rapper feminina a liderar o ranking, e a segunda a fazer isso com uma canção solo, seguindo "Doo Wop (That Thing)" de Lauryn Hill em 1998.
"Bodak Yellow" recebeu indicações para Best Rap Performance e Best Rap Song no Grammy Awards de 2018. A canção venceu o Single of the Year no BET Hip Hop Awards de 2017 e Favorite Song Rap/Hip Hop Song no American Music Awards de 2018.

## Composição e produção
A batida de "Bodak Yellow" foi criada por Jermaine “J. White Did It”, um produtor de Dallas. White e Cardi B se conheceram em Nova Iorque devido a um gerente partilhado e decidiram trabalhar juntos. White afirmou que às vezes é "intimidado" pelo foco de Cardi B e pela ética de trabalho no estúdio de gravação, e que "nossa química no começo era amor-ódio, porque eu era tão general no começo, e ela se tornou a general." O nome da música foi inspirado em Kodak Black, um rapper da Flórida, porque Cardi B disse que a cadência das palavras em "Bodak Yellow" lembrou a canção de 2015 de Black, "No Flockin". Kodak Black lançou mais tarde um remix de "Bodak Yellow".

## Recepção critica
Os escritores do Complex chamavam a música de "uma ótima e extraordinariamente cativante gravação. O gancho, a batida, suas letras: tudo funciona. Cardi soa tão segura de si. Essa batida cai e as pessoas enlouquecem." Tom Breihan do Stereogum escreveu: "Em 'Bodak Yellow,' Cardi usa a voz para preencher o sintetizador, a batida mínima, usando todo o espaço aberto da música para projetar a personalidade em todos os lugares. É uma música barulhenta, ousada e é perfeita." O USA Today escreveu: "O nome da faixa é uma referência ao rapper Kodak Black da Flórida, emprestando as cadências distintivas que ele usou em seu hit 'No Flockin'.."
O editor do The Washington Post, Chris Richards classificou como a melhor música de 2017, dizendo que a música não precisava de um gancho porque "cada palavra que ela canta tem sua própria melodia delicada, seu próprio ritmo whiplash." O Pitchfork também considerou o melhor do ano, a Billboard considerou como segundo melhor, a equipe da Rolling Stone como a quarta melhor, e a Entertainment Weekly, como a oitava. Em 2018, a Rolling Stone classificou a música na posição 59 em sua lista, "The 100 Greatest Songs of the Century – So Far".

### Prêmios e indicações
| Ano  | Cerimônia                        | Categoria                        | Resultado | Ref.          |
| ---- | -------------------------------- | -------------------------------- | --------- | ------------- |
| 2017 | BET Hip Hop Awards               | Best Hip-Hop Video               | Indicado  | [ 24 ] [ 25 ] |
| 2017 | BET Hip Hop Awards               | Impact Track                     | Indicado  | [ 24 ] [ 25 ] |
| 2017 | BET Hip Hop Awards               | Single of the Year               | Venceu    | [ 24 ] [ 25 ] |
| 2017 | Soul Train Music Awards          | Rhythm & Bars Award              | Venceu    | [ 26 ]        |
| 2018 | Grammy Awards                    | Best Rap Performance             | Indicado  | [ 9 ]         |
| 2018 | Grammy Awards                    | Best Rap Song                    | Indicado  | [ 9 ]         |
| 2018 | iHeartRadio Music Awards         | Hip-Hop Song of the Year         | Indicado  | [ 27 ]        |
| 2018 | iHeartRadio Music Awards         | Best Lyrics                      | Indicado  | [ 27 ]        |
| 2018 | iHeartRadio Music Awards         | Best Music Video                 | Indicado  | [ 27 ]        |
| 2018 | Billboard Music Awards           | Top Streaming Song (Video)       | Indicado  | [ 28 ]        |
| 2018 | Billboard Music Awards           | Top Rap Song                     | Indicado  | [ 28 ]        |
| 2018 | BET Awards                       | Video of the Year                | Indicado  | [ 29 ]        |
| 2018 | BET Awards                       | Coca-Cola Viewers' Choice Award  | Venceu    | [ 29 ]        |
| 2018 | ASCAP Pop Music Awards           | Winning Songs                    | Venceu    | [ 30 ]        |
| 2018 | ASCAP Rhythm & Soul Music Awards | Award Winning R&B/Hip-Hop Songs  | Venceu    | [ 31 ]        |
| 2018 | ASCAP Rhythm & Soul Music Awards | Award Winning Rap Songs          | Venceu    | [ 31 ]        |
| 2018 | BMI R&B/Hip-Hop Awards           | Most Performed R&B/Hip-Hop Songs | Venceu    | [ 32 ]        |
| 2018 | American Music Awards            | Favorite Song Rap/Hip Hop Song   | Venceu    | [ 33 ]        |
| 2018 | American Music Awards            | Favorite Music Video             | Indicado  | [ 33 ]        |
| 2019 | ASCAP Rhythm & Soul Music Awards | Winning Song                     | Venceu    | [ 34 ]        |

## Vídeo musical

Cardi B com um guepardo no vídeo musical. A presença real do animal – que pertence a um sultão local – foi proposta pelo diretor.

O vídeo musical, dirigido por Picture Perfect, foi lançado em 24 de junho de 2017. O vídeo apresenta cenas de Cardi B em Dubai, montada em camelos pelo deserto. O vídeo recebeu indicações para o BET Hip Hop Awards e o iHeartRadio Music Awards. Em maio de 2019, o vídeo foi visto por mais de 880 milhões de vezes no YouTube.

## Apresentações ao vivo
Cardi B estreou a música ao vivo no dia 15 de junho de 2017 no cruzeiro Anti-Prom, organizado pela equipe de skate Brujas, e pela grife Gypsy Sport. Em 25 de junho de 2017, Cardi B cantou a música no show afterparty do BET Awards de 2017. Em 18 de julho, ela apresentou "Bodak Yellow" no The Wendy Williams Show. Em 7 de agosto, ela cantou a música no OVO Fest, um festival anual de música em Toronto organizado pelo rapper canadense Drake. Cardi B apresentou "Bodak Yellow" durante o pré-show do MTV Video Music Awards de 2017 em 27 de agosto de 2017.
Cardi B fez apresentou a música no décimo segundo BET Hip Hop Awards. Em 7 de abril de 2018, Cardi B cantou a música em um medley com "Bartier Cardi" no Saturday Night Live.

## Remixes
Um remix de "Bodak Yellow", o "Latin Trap Remix", foi lançado oficialmente em 18 de agosto de 2017. A canção em espanhol conta com a participação de Messiah. Um segundo remix oficial foi lançado em 18 de setembro de 2017, com os vocais do rapper Kodak Black. A artista jamaicana Spice também lançou um remix da música intitulado, "Bodak Bitch".

## Lista de faixas
| Download digital |                |         |  |
| N.º              | Título         | Duração |  |
| 1.               | "Bodak Yellow" | 3:43    |  |

| Download digital |                                                  |         |  |
| N.º              | Título                                           | Duração |  |
| 1.               | "Bodak Yellow" (com participação de Kodak Black) | 2:33    |  |

| Download digital |                                                               |         |  |
| N.º              | Título                                                        | Duração |  |
| 1.               | "Bodak Yellow" (Latin Trap Mix (com participação de Messiah)) | 3:42    |  |

## Créditos
Gravação
- Gravado e mixado no Krematorium Studio (Elmont, Nova Iorque)
- Mixado e masterizado no Fight Klub Studios (Nova Iorque)

Equipe
Créditos de composição retirado do AllMusic e Tidal.
- Belcalis Almanzar – vocais
- Jermaine White – produtor
- Laquan Green – co-produtor
- Michael Ashby – gravação, mixagem
- Evan LaRay – miragem, masterização

## Desempenho nas tabelas musicais
Nos Estados Unidos, "Bodak Yellow" estreou no número 85 na Billboard Hot 100 durante a semana de 22 de julho de 2017. Durante sua quinta semana no gráfico, saltou para o número 14, tornando-se a primeira das 20 colocações de Cardi B no país. Mais tarde, alcançou o número dois, atrás da canção da cantora pop americana Taylor Swift, "Look What You Made Me Do", na semana de 23 de setembro de 2017, antes de subir ao topo do gráfico duas semanas depois. "Bodak Yellow" liderou a Hot 100 por três semanas consecutivas, tornando-se o segundo single solo de hip-hop de uma artista feminina na história do gráfico, precedido por "Doo Wop (That Thing)" da rapper americana Lauryn Hill em 1998. Passando uma terceira semana no topo, tornou-se o single número um mais longo de uma rapper feminina. Na sua 26ª semana no chart, a música voltou a entrar no topo dez, juntando-se aos seus outros singles "MotorSport" e "No Limit", fazendo Cardi B a terceira pessoa a colocar suas primeiras três entradas no topo dez simultaneamente.

### Posições
| Tabela musical (2017–18)                      | Melhor posição |
| --------------------------------------------- | -------------- |
| Austrália (ARIA)                              | 33             |
| Bélgica (Ultratip Bubbling Under de Flandres) | 14             |
| Bélgica (Ultratip Bubbling Under da Valônia)  | 27             |
| Canadá (Canadian Hot 100)                     | 6              |
| Escócia (Scottish Singles Chart)              | 51             |
| Eslováquia (Singles Digitál Top 100)          | 47             |
| Estados Unidos (Billboard Hot 100)            | 1              |
| Estados Unidos (Billboard Dance Club Songs)   | 28             |
| Estados Unidos (Billboard R&B/Hip-Hop Songs)  | 1              |
| Estados Unidos (Billboard Pop Songs)          | 23             |
| Estados Unidos (Billboard Rhythmic)           | 1              |
| Filipinas (Philippine Hot 100)                | 51             |
| França (SNEP)                                 | 70             |
| Grécia (IFPI)                                 | 10             |
| Irlanda (IRMA)                                | 23             |
| Nova Zelândia (Recorded Music NZ)             | 14             |
| Países Baixos (Single Top 100)                | 81             |
| Portugal (AFP)                                | 47             |
| Suécia (Sverigetopplistan)                    | 71             |
| Suíça (Schweizer Hitparade)                   | 74             |
| Reino Unido (UK Singles Chart)                | 24             |
| Reino Unido (OCC UK R&B)                      | 11             |
| República Checa (Singles Digitál Top 100)     | 55             |
| República Dominicana (Monitor Latino)         | 11             |

| Tabela musical (2017)                        | Melhor posição |
| -------------------------------------------- | -------------- |
| Austrália (Urban Charts)                     | 27             |
| Canadá (Canadian Hot 100)                    | 55             |
| Estados Unidos (Billboard Hot 100)           | 24             |
| Estados Unidos (Billboard R&B/Hip-Hop Songs) | 10             |
| Tabela musical (2018)                        | Melhor posição |
| Canadá (Canadian Hot 100)                    | 70             |
| Estados Unidos (Billboard Hot 100)           | 54             |
| Estados Unidos (Billboard R&B/Hip-Hop Songs) | 44             |
| Estados Unidos (Billboard Rhythmic)          | 47             |

| Região | Certificação | Vendas     |
| --- | ------------ | ---------- |
| Austrália (ARIA) | 2× Platina   | 140,000^   |
| Canadá (Music Canada) | 4× Platina   | 320,000‡   |
| Dinamarca (IFPI Dinamarca) | Ouro         | 45,000^    |
| Estados Unidos (RIAA) | 8× Platina   | 8,000,000‡ |
| França (SNEP) | Ouro         | 75,000*    |
| Itália (FIMI) | Ouro         | 25,000*    |
| Noruega (IFPI Noruega) | Ouro         | 2,000,000‡ |
| Nova Zelândia (RMNZ) | Ouro         | 15,000*    |
| Polônia (ZPAV) | Ouro         | 10,000*    |
| Reino Unido (BPI) | Platina      | 600,000*   |
| *números de vendas baseados somente na certificação ^distribuições baseadas apenas na certificação ‡vendas+valores de streaming baseados somente na certificação |              |            |

## Histórico de lançamento
| País           | Data                   | Formato            | Versão           | Gravadora | Ref.    |
| -------------- | ---------------------- | ------------------ | ---------------- | --------- | ------- |
| Estados Unidos | 16 de junho de 2017    | Download digital   | Original         | Atlantic  | [ 53 ]  |
| Estados Unidos | 1 de agosto de 2017    | Urban contemporary | Original         | Atlantic  | [ 106 ] |
| Mundo          | 18 de agosto de 2017   | Download digital   | Latin Remix Trap | Atlantic  | [ 55 ]  |
| Mundo          | 18 de setembro de 2017 | Download digital   | Remix            | Atlantic  | [ 54 ]  |